# Benoit Van Acker
Benoit Stephaan Van Acker (Zele, 2 mei 1900 – Dendermonde, 27 september 1981) was een Belgisch volksvertegenwoordiger en burgemeester voor de CVP.

## Levensloop
Van Acker was spoorwegbeambte en was actief in de christelijke spoorvakbond. Hij was gemeenteraadslid (1926-1970), schepen (1941-1944) en burgemeester (1944-1970) in Zele.
In 1946 werd hij verkozen tot volksvertegenwoordiger in het arrondissement Dendermonde voor de CVP. Hij vervulde dit mandaat tot in 1965.